# 金命元
金命元（1534年—1602年），朝鲜王朝宣祖时期的将领、高级官员，出身自庆州金氏的两班(父亲金民筠)。1561年中舉，1589年揭发鄭汝立謀叛。之後他在文祿之役中棄守汉阳狼狽逃跑。